# Massimo Pegoretti
Massimo Pegoretti (16 luglio 1974) è un ex mezzofondista italiano.

## Palmarès
| Anno | Manifestazione    | Sede       | Evento       | Risultato | Prestazione | Note |
| ---- | ----------------- | ---------- | ------------ | --------- | ----------- | ---- |
| 1993 | Europei juniores  | Schwechat  | 1500 m piani | Bronzo    | 3'47"07     |      |
| 1994 | Europei indoor    | Parigi     | 1500 m piani | 7º        | 3'46"41     |      |
| 1995 | Mondiali indoor   | Barcellona | 1500 m piani | Batteria  | 3'51"17     |      |
| 1997 | Mondiali indoor   | Parigi     | 3000 m piani | 12º       | 8'10"49     |      |
| 1998 | Europei indoor    | Valencia   | 3000 m piani | 7º        | 7'56"27     |      |
| 1998 | Mondiali di cross | Marrakech  | Cross corto  | 45º       | 11'35"      |      |
| 1998 | Mondiali di cross | Marrakech  | A squadre    | 7º        | 133 p.      |      |
| 2000 | Mondiali di cross | Vilamoura  | Cross corto  | 56º       | 12'05"      |      |
| 2000 | Mondiali di cross | Vilamoura  | A squadre    |           |             |      |

## Campionati nazionali
1993
- Oro ai campionati italiani assoluti, staffetta 4x800 m - 7'20"10 (in squadra con Carlo Barbieri, Giuseppe D'Urso e Davide Tirelli)

1994
- Oro ai campionati italiani assoluti indoor, 1500 m piani - 3'45"51

1995
- Oro ai campionati italiani assoluti, 1500 m piani - 3'54"14

1997
- Argento ai campionati italiani assoluti indoor, 3000 m piani - 7'44"39

1998
- 5º ai campionati italiani assoluti indoor, 3000 m piani - 7'57"25

1999
- 16º ai campionati italiani indoor, 1500 m piani - 3'56"54

2000
- 4º ai campionati italiani indoor, 3000 m piani - 7'56"4
- Argento ai campionati italiani di corsa campestre, cross corto - 11'38"

2001
- 10º ai campionati italiani indoor, 3000 m piani - 8'11"10

2002
- 7º ai campionati italiani assoluti, 1500 m piani - 3'45"34
- 7º ai campionati italiani indoor, 3000 m piani - 8'04"31
- 14º ai campionati italiani di corsa campestre, cross corto - 12'19"

2004
- 7º ai campionati italiani indoor, 3000 m piani - 8'04"27

## Altre competizioni internazionali[1]
1994
- 12º al Golden Gala ( Roma), 1500 m piani - 3'39"99

1995
- 10º al Golden Gala ( Roma), 2000 m piani - 5'04"74

1996
- 8º al Golden Gala ( Roma), 1500 m piani - 3'36"18
- 6º alla BOclassic ( Bolzano) - 28'55"
- 5º al Campaccio ( San Giorgio su Legnano)
- 8º al Cross della Vallagarina ( Villa Lagarina) - 29'03"

1997
- 15º al Golden Gala ( Roma), 1500 m piani - 3'41"74
- 15º all'Athletissima ( Losanna), 1500 m piani - 3'42"33

1998
- 6º al Cross della Vallagarina ( Villa Lagarina) - 29'07"

1999
- 22º alla BOclassic ( Bolzano) - 30'12"

2000
- 13º alla BOclassic ( Bolzano) - 29'19"
- 7º al Campaccio ( San Giorgio su Legnano), cross corto - 11'53"
- 13º al Cross della Vallagarina ( Villa Lagarina) - 29'37"

2001
- 20º alla BOclassic ( Bolzano) - 30'28"
- 14º al Cross della Vallagarina ( Villa Lagarina) - 29'43"

2002
- 17º al Cross della Vallagarina ( Villa Lagarina) - 32'18"

2003
- 27º alla BOclassic ( Bolzano) - 31'19"

2004
- 8º in Coppa Europa ( Bydgoszcz, 3000 m piani - 8'08"52
- 20º al Giro al Sas ( Trento) - 33'44"
- 12º alla Cinque Mulini ( San Vittore Olona), cross corto - 11'35"